# Norton Mandeville
 (avril 2023).
Pour les articles homonymes, voir Norton et Mandeville.
Norton Mandeville est un village et une ancienne paroisse civile de l'Essex, en Angleterre.